# Inel planetar
Un inel planetar este un inel constituit din praf cosmic și alte particule mici ce orbitează în jurul unei planete și au aspectul unor discuri subțiri, colorate în culori deschise. Unele dintre cele mai cunoscute inele planetare din  Sistemul Solar sunt cele din jurul lui Saturn, dar celelalte trei gigante gazoase din Sistemul Solar au propriile inele (Jupiter, Uranus și Neptun).